# Ernst von Vincke
Ernst von Vincke (* 24. September 1819 in Münster; † 11. April 1856 in Hamm) war ein preußischer Landrat.

## Leben und Wirken
Ernst Friedrich Wilhelm Karl Freiherr von Vincke entstammte der westfälischen Uradelsfamilie von Vincke und wurde als viertes von fünf Kindern der Eheleute Ludwig von Vincke und Eleonore Freiin von Syberg, aus dem Hause Busch bei Hagen, geboren. Sein Bruder Georg war Landrat des Kreises Hagen, Gisbert war Jurist und Dichter.
Ernst erhielt bis August 1833 Unterricht durch Privatlehrer und wurde dann in die dritte Klasse des Kadettenkorps in Berlin aufgenommen. Im Juli 1836 bestand er das Offiziersexamen und wurde am 16. August 1836 zum 8. Husaren-Regiment in Düsseldorf versetzt. Nach der Entlassung aus dem Militärdienst wurde ihm der Charakter als Premierleutnant verliehen.
Am 30. November 1844 wurde er zum ersten Kandidaten für das Landratsamt Hamm gewählt und am 1. August 1845 (vorbehaltlich der Prüfung) zum Landrat des Kreises Hamm ernannt. Die Prüfung legte er am 14. Februar 1846 bei der Regierung Arnsberg mit dem Ergebnis „zur Verwaltung eines Landratsamtes fähig“ ab.
Wegen ungebührlichen Verhaltens gegenüber der vorgesetzten Behörde wurden häufig Zurechtweisungen und Ordnungsstrafen gegen ihn verhängt. Am 29. Dezember 1853 gar drohte die Regierung Arnsberg die Eröffnung einer Disziplinaruntersuchung zu beantragen, da er die wiederholt bestraften Ungebührlichkeiten nicht aufgegeben hatte.
Von Vincke heiratete am 14. Juli 1855 in Hamm Mathilde Gisberta Wilhelmine Auguste von Khaynach. Die Ehe dauerte wegen des frühen Todes von Ernst von Vincke nur neun Monate und blieb kinderlos.